# Loxoneptera
Loxoneptera är ett släkte av fjärilar. Loxoneptera ingår i familjen Crambidae.
Kladogram enligt Catalogue of Life:
| Loxoneptera | \| \| Loxoneptera albicostalis \| \| \| \| \| \| Loxoneptera carnealis \| \| \| \| |
|             | \| \| Loxoneptera albicostalis \| \| \| \| \| \| Loxoneptera carnealis \| \| \| \| |
|             | Loxoneptera albicostalis                                                           |
|             |                                                                                    |
|             | Loxoneptera carnealis                                                              |
|             |                                                                                    |